# 貝尼
貝尼（Beni）是剛果民主共和國東北部北基伍省的一座城市，位於伊圖里雨林的邊緣，2013年的人口統計共有231,952人，下轄貝尼、Bungulu、魯文佐里與Muhekera等四個小區（communes）。

## 歷史

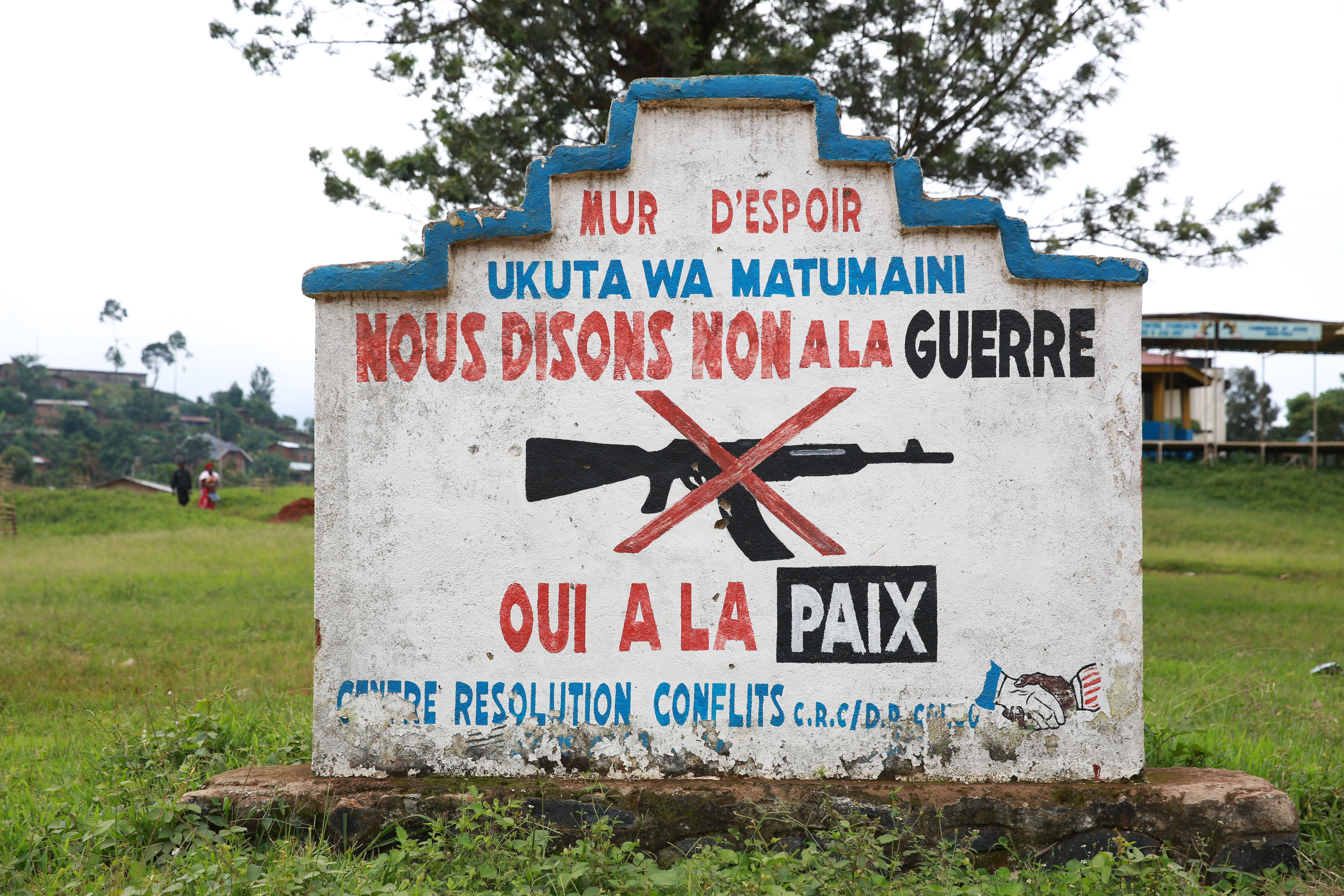
寫有反戰標語的希望之牆（Mur d’espoir）

貝尼是第二次剛果戰爭的戰場之一，現有許多聯合國駐剛果民主共和國穩定特派團駐地。2014年10月－2016年5月，貝尼與鄰近區域有超過500人死於烏干達伊斯蘭民兵的攻擊，2016年8月，超過百人死於貝尼大屠殺，剛果政府指烏干達的武裝組織民主同盟軍為兇手。2018年8月，剛果爆發伊波拉病毒疫情，貝尼為受嚴重影響的疫區。
2019年6月，一起恐怖攻擊造成至少13人死亡，伊斯蘭國宣稱犯案，當地政府則認為犯案者為民主同盟軍的武裝分子。

## 設施
貝尼北方約8公里處有貝尼機場，市內則有瓦格尼機場，有航班飛往國內其他城市 。2007年成立的基督教雙語剛果大學（UCBC）亦位於貝尼市內。